# Peitzer Teiche mit dem Teichgebiet Bärenbrück und Laßzinswiesen
Die Peitzer Teiche mit dem Teichgebiet Bärenbrück und Laßzinswiesen sind ein 1605,46 ha großes Naturschutzgebiet im Landkreis Spree-Neiße und auf dem Gebiet der Stadt Cottbus in Brandenburg. Es liegt südlich des namensgebenden Ortes.
Markgraf Johann ließ die Teiche Mitte des 16. Jahrhunderts anlegen, etwa zeitgleich mit der Errichtung der Festung Peitz. Vermutet wird, dass die Teiche als Annäherungshindernis der Festung gedacht waren.
Das Gebiet steht seit dem 28. September 1990 unter Naturschutz.
Die Peitzer Teiche bilden das größte, zusammenhängende Teichgebiet in Deutschland. Der größte der Teiche ist der Neuendorfer Oberteich mit etwa 222 Hektar.